# Чемпіонат Німеччини з хокею 1954—1955
Чемпіонат Німеччини з хокею 1955 — 38-ий регулярний чемпіонат Німеччини з хокею, чемпіоном став ХК Фюссен.

## Підсумкова таблиця
| М  | Команда          | І  | Пер | Н | Пор | Ш      | О  |
| -- | ---------------- | -- | --- | - | --- | ------ | -- |
| 1. | ХК Фюссен        | 14 | 11  | 3 | 0   | 111:32 | 25 |
| 2. | Крефельдер ЕВ    | 14 | 10  | 2 | 2   | 116:33 | 22 |
| 3. | СК Ріссерзеє     | 14 | 10  | 0 | 4   | 78:33  | 20 |
| 4. | Бад Тельц        | 14 | 7   | 3 | 4   | 58:43  | 17 |
| 5. | Бад-Наугайм      | 14 | 6   | 1 | 7   | 56:68  | 13 |
| 6. | Пройзен Крефельд | 14 | 2   | 4 | 8   | 49:81  | 8  |
| 7. | СК «Веслінг»     | 14 | 2   | 2 | 10  | 33:96  | 6  |
| 8. | «Маннхаймер ЕРК» | 14 | 0   | 1 | 13  | 18:133 | 1  |

Скорочення: М = підсумкове місце, І = ігри, Пер = перемоги, Н = нічиї, Пор = поразки, Ш = закинуті та пропущені шайби, О = набрані очки

## Перехідний матч
Перехідний матч між СК «Веслінг» та ТЕВ «Місбах» не відбувся через відмову останнього.

## Склад чемпіонів
ХК Фюссен:
Вільгельм Бехлер, Карл Фішер, Людвіг Кун, Ернст Еггербауер, Мартін Бек, Ксавер Унзінн, Маркус Еген, Освальд Губер, Георг Гуггемос, Курт Зепп, Фріц Клебер, Макс Пфефферле, Пауль Амброс. Тренер: Франк Тротт'є.